# Stella Czajkowska
Stella Czajkowska (ur. 8 marca 1923 w Rypinie, zm. 19 listopada 2022 w Sztokholmie) – pianistka polska pochodzenia żydowskiego, zamieszkała w Szwecji.

## Życiorys
Była córką właściciela i rektora gimnazjum w Rypinie; po ojcu nosiła panieńskie nazwisko Grynszpan. Przed wojną chodziła do konserwatorium w Wolnym Mieście Gdańsku, później przeniosła się wraz z rodzicami do Łodzi. Jej rodzice zrezygnowali w 1939 roku z możliwości emigracji do USA, w związku z czym po wybuchu wojny znalazła się w łódzkim getcie. Po likwidacji getta trafiła razem z rodziną (rodzicami i siostrą) w sierpniu 1944 do obozu Auschwitz. Zbiegiem okoliczności, pomimo iż wyselekcjonowani zostali od razu na śmierć w komorze gazowej, wskutek prawdopodobnie zakłóceń w zaopatrzeniu obozowej komory w Cyklon B, Stella Grynszpan przeżyła selekcję do komory gazowej, podobnie jak jej matka i siostra (ojciec został w Auschwitz zagazowany). Zaraz po tym, prosto z Auschwitz trafiła wraz z matką i siostrą do obozu Stutthof, gdzie otrzymała numer obozowy 57152, stamtąd na początku 1945 roku do Neustadt w Holsztynie. Tam ocalała, pomimo że statek, którym miała być transportowana dalej został zbombardowany przez aliantów i zatonął. Wcześniej, jeszcze w obozie Stutthof, zmarła z wycieńczenia jej matka; siostra Stelli również przetrwała wojnę i po wojnie osiadła w Szwajcarii.
Po wojnie trafiła do Szwecji, następnie z narzeczonym (późniejszym pierwszym mężem) Jerzym Klimaszewskim w roku 1947 przyjechała do Polski, gdzie podjęła studia w łódzkiej Państwowej Wyższej Szkole Muzycznej, a w Warszawie ukończyła aspiranturę w klasie fortepianu prof. Jana Ekiera.
Później wyszła za mąż po raz drugi. Od 1958 roku mieszkała w Szwecji; tam występowała pod nazwiskiem zapisywanym w transkrypcji szwedzkiej: Stella Tjajkovski i tak określana jest w krótkim (14-minutowym) filmie Det lönar sig inte att gråta nakręconym dla telewizji szwedzkiej w 2005 roku (reżyseria i zdjęcia Håkan Pieniowski). Na kanwie historii Stelli Czajkowskiej Ireneusz Dobrowolski nakręcił w 2010 roku film dokumentalny Rachunek szczęścia (scenariusz Andrzej Bart).
Od 1974 prowadziła klasę fortepianu w Wyższej Szkole Muzycznej przy Uniwersytecie w Göteborgu. W 1989 uzyskała tytuł profesora. 
W 2013 roku została uhonorowana Srebrnym Medalem „Zasłużony Kulturze Gloria Artis” za promocję polskiej kultury.
Zmarła 19 listopada 2022 roku w Sztokholmie.